# PKM Warszawa (żużel)
PKM Warszawa – polski klub żużlowy z Warszawy. 1-krotny, a zarazem pierwszy, drużynowy mistrz Polski na żużlu.
Po reorganizacji polskiego sportu, która miała miejsce na przełomie lat 40. i 50., działał w ramach Zrzeszenia „Ogniwo”.
W rozgrywkach ligowych brał udział w latach 1948–1950. Przed sezonem 1951, w związku z powstaniem ligi „zrzeszeniowej”, siedzibą centralnej sekcji żużlowej Ogniwa został Bytom.
Stolicę Polski w rozgrywkach ligowych, w okresie startów PKM-u, reprezentowały także dwie inne ekipy: Skry (1948–1959) i Legii (1948, 1950–1951, 1955–1959).

## Historia
Polski Klub Motocyklowy w Warszawie został założony w 1923 roku, jednym z jego założycieli był Witold Rychter. Jego członkowie brali udział w zawodach motocyklowych, a także samochodowych w okresie międzywojennym.
W roku 1948 zainaugurowano polską ligę żużlową. Zespół Polskiego Klubu Motocyklowego, zdobywając złoty medal w tych rozgrywkach, został pierwszym historycznym drużynowym mistrzem Polski. Siła zespołu opierała się na powojennych reemigrantach, Janie Wąsikowskim i Mieczysławie Chlebiczu, a także na przewadze w sprzęcie i doświadczeniu nad pozostałymi ekipami. W związku z rozpadem mistrzowskiej kadry, drużynie nie udało się już obronić złota w następnym sezonie, ani nawet zdobyć jakiegokolwiek medalu. Po sezonie 1950, który zespół pod szyldem Ogniwo Warszawa zakończył na przedostatnim miejscu w tabeli, w związku z reorganizacją rozgrywek ligowych w Ligę Centralnych Sekcji Żużlowych, która miała miejsce przed sezonem 1951, sekcja PKM uległa rozwiązaniu, zaś siedzibą CSŻ Ogniwo został Bytom.

## Sezony
| Sezon | Rozgrywki ligowe | Rozgrywki ligowe | Rozgrywki ligowe | Uwagi                                                   |
| Sezon | Liga             | Liga             | Miejsce          | Uwagi                                                   |
| ----- | ---------------- | ---------------- | ---------------- | ------------------------------------------------------- |
| 1948  | Eliminacje       | Eliminacje       | 1/16             | Kwalifikacja do I ligi                                  |
| 1948  | I                | I liga           | 1/9              |                                                         |
| 1949  | I                | I liga           | 5/9              |                                                         |
| 1950  | I                | I liga           | 8/9              | Brak jednoznacznych źródeł nt. rozstrzygnięć ws. spadku |

| Poziom ligowy | Liczba sezonów | Sezony    |
| ------------- | -------------- | --------- |
| I             | 3              | 1948–1950 |

## Osiągnięcia

### Krajowe
Poniższe zestawienia obejmują osiągnięcia klubu oraz indywidualne osiągnięcia zawodników w rozgrywkach pod egidą PZM.

#### Mistrzostwa Polski
Drużynowe mistrzostwa Polski
- 1. miejsce (1): 1948

Indywidualne mistrzostwa Polski
- 2. miejsce (1):
  - 1947 – Stanisław Brun (kl. pow. 350 cm³)